# Chrissy Costanza
Pour les articles homonymes, voir Costanza.
 (août 2024).
Si vous disposez d'ouvrages ou d'articles de référence ou si vous connaissez des sites web de qualité traitant du thème abordé ici, merci de compléter l'article en donnant les références utiles à sa vérifiabilité et en les liant à la section « Notes et références ».
Christina Nicola « Chrissy » Costanza, née le 23 août 1995, est une chanteuse, compositrice et musicienne américaine. Elle est surtout connue en tant que chanteuse et compositrice principale du groupe de rock Against The Current. Elle est également une personnalité YouTube : sa chaîne éponyme, où elle publie des vlogs, des tutoriels de beauté et des sessions de jeux vidéos, a plus de 800 000 abonnés. Chrissy Costanza est aussi une gameuse réputée sur la plateforme Twitch, notamment sur les gameplays League of Legends.

## Biographie

### Jeunesse
Chrissy Costanza est née le 23 août 1995 dans le New Jersey, dans une famille italo-américaine. Elle a un frère nommé Michael (Mikey) Costanza. En grandissant, devenir chanteuse était l'un de ses rêves. Elle a rencontré les membres actuels du groupe, Dan Gow et Will Ferri, par le biais d'un ami commun.

### Carrière

#### Années 2010
Chrissy Costanza est présentée à Dan Gow et Will Ferry par le biais d'un ami commun en 2011, rejoignant leur groupe. Leur manager Mike Ferry (le frère de Will, membre du groupe We Are the in Crowd) a suggéré le nom, inspiré par une citation du film Gatsby le Magnifique (film, 2013) : « So we beat on, boats against the current, borne back ceaselessly into the past » comme le roman Gatsby le Magnifique était leur premier intérêt commun. Ils ont accepté ce nom, et ils ont très rapidement commencé à écrire des chansons originales, les paroles étant principalement écrites par Chrissy Costanza. Parallèlement, ils ont aussi commencé à poster des reprises de chansons populaires sur YouTube.
Against The Current sort son premier single, Thinking, en 2012. C'est Chrissy Costanza qui a écrit les paroles et elle a dit que cette chanson lui était très personnelle. Ce n'est que lorsqu'il a sorti Thinking que le groupe a commencé à gagner une quantité considérable d'abonnés sur YouTube. Plus tard, en 2012, ils ont fait une reprise de Good Time originellement chanté par Carly Rae Jepsen.
En 2013, Against The Current a réalisé deux singles de plus : Guessing et Closer, Faster. Il a aussi réalisé un certain nombre de reprises de chansons pop durant cette période. Pendant ce temps, Chrissy Costanza a créé une chaîne YouTube éponyme et a commencé à poster des tutoriels beauté. Durant l'été 2013, Against The Current est parti en tournée avec Alex Goot. Durant celle-ci, ils ont joué plusieurs nouvelles chansons comme Something Different, Mercy, et Infinity ; bien que Something Different et Mercy n'aient jamais été réalisés en tant que singles ou même été sur leur début d'EP.
Le 27 mai 2014, Against The Current sortent don premier EP : Infinity. Le 6 juin, Chrissy fait une apparition dans Access Hollywood. Au quatrième trimestre de 2014, le groupe a sorti une version acoustique de leur EP Infinity et est parti pour The Outsiders Tour avec The Ready Set. Pendant la tournée, Chrissy est monté sur scène avec The Ready Set pour interpréter une reprise de I Wanna Get Better de Bleachers. Against The Current a fait ses premières parties avec Gravity et Talk à partir de son deuxième EP. Du 1er au 8 décembre, le groupe a effectué sa première tournée au Royaume-Uni.
En février 2015, Against The Current a sorti son deuxième EP, Gravity. Après la sortie de cet EP, Against The Current a co-titré une tournée avec Set It Off. Fin avril 2015, le groupe a signé un contrat avec Fueled by Ramen. En mai, ATC a publié une version acoustique de Gravity. Fin août, le groupe a entamé sa première tournée mondiale, la « Gravity World Tour ». Le premier soir de la tournée, Against The Current a dévoilé une nouvelle chanson originale intitulée Outsiders. En octobre, Against The Current a sorti Outsiders, son premier single depuis sa signature avec Fueled by Ramen. Depuis sa sortie, ce titre est devenu l'un des singles les plus vendus du groupe. Au cours de l'étape américaine du « Gravity World Tour », Against The Current a aussi sorti Runaway, qui deviendra plus tard le premier single de son premier album.
Against The Current a sorti son premier album In Our Bones le 20 mai 2016. En mai, à la suite de cette sortie, Chrissy s'est produite en direct avec Alex Goot lors de sa tournée à plusieurs reprises. Ils ont interprété Running With the Wild Things, Runaway, Wasteland, Forget Me Now, Gravity et une reprise de Sorry de Justin Bieber. En juin, le groupe s'est rendu au Royaume-Uni pour se produire sur le Rock All Dayer de Radio 1. Pendant qu'il était au Royaume-Uni, ATC a été invité à jouer un set de dernière minute au Download Festival. Kerrang!, un magazine britannique consacré à la musique rock affirme que le groupe « écrit son avenir » et décrit Chrissy comme « Sa Fearless Frontwoman ». Fin juin, Rock Sound a annoncé que Chrissy recevrait sa propre chronique dans leur magazine mensuel pour parler du premier album de Against The Current, de l'écriture des paroles, du fait de faire des tournées et de donner des conseils sur la façon dont les groupes prometteurs pouvaient réussir. Le 24 juin, Against The Current a joué son premier spectacle sur Vans Warped Tour 2016. Le 22 juillet, Chrissy a interprété Sad Song avec We the Kings pendant leur set.

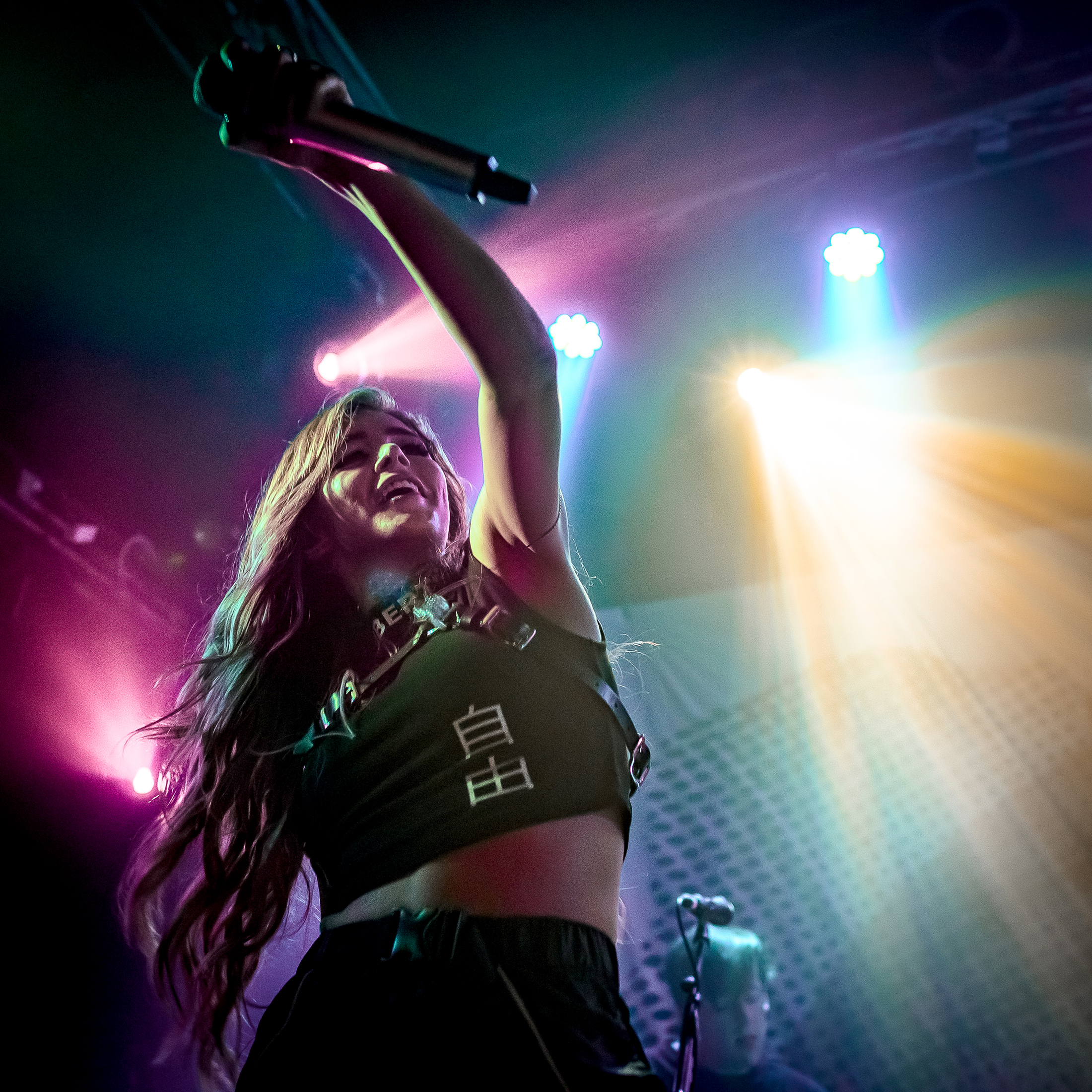
Chrissy Costanza en 2017.

Against the current a collaboré avec League of Legends pour la chanson intitulée Legends Never Die faite pour le championnat du monde 2017.
Against the Current sort l'album intitulé « Past Lives » en 2018.
Costanza collabore avec Cailin Russo pour la chanson intitulée Phoenix, créée spécialement pour le championnat du monde de League of Legends 2019.

#### Années 2020
En 2020, Costanza interprète les chansons Each Goal et Hero too en tant que personnage Kyoka Jiro dans la série animée My Hero Academia. Each Goal est interprétée durant le 82e épisode (Se préparer pour le festival scolaire est la partie la plus amusante) tandis que Hero too est interprétée pendant le 86e épisode (Let It Flow! School Festival!).
En 2024, Chrissy se lance dans une parenthèse solo, aux côtés du groupe américain Voilà. Son premier album solo VII est sorti le 9 octobre 2024. Deux titres phares ont été dévoilé en amont, 7 minutes in hell et If looks could kill.

## Discographie

### Albums studio
- 2016 : In Our Bones
- 2018 : Past Lives

### EPs
- 2014 : Infinity
- 2014 : Infinity (session acoustique)
- 2015 : Gravity
- 2015 : Gravity (session acoustique, vol. III)
- 2021 : Fever

### Singles
- 2012 : Thinking
- 2013 : Guessing
- 2015 : Outsiders
- 2017 : Legends Never Die
- 2019 : Phoenix (featuring Cailin Russo (en))
- 2020 : 4e bande-son de My Hero Academia
  - Each Goal (crédité en tant que Kyoka Jiro)
  - Hero too (crédité en tant que Kyoka Jiro)
- 2024 : Final Fantasy XIV : Give It All